# Orodes I
Orodes I was koning van de Parthen rond 80 v.Chr.
Het gegeven dat Orodes op verschillende munten de titel ΦΙΛΟΠΑΤΡΟΣ (philopatros 'die zijn vader liefheeft') aanneemt, maakt het aannemelijk dat Orodes een zoon was van Mithridates II de Grote.
Over deze periode in de Parthische geschiedenis is relatief weinig bekend, doordat deze niet beschreven wordt in literaire bronnen uit de oudheid. Het staan dan ook niet vast wanneer we het begin en het einde van Orodes' regering moeten dateren (de meest gangbare voorstellen zijn ca. 90-80 en ca. 80-76). Evenmin is duidelijk of Orodes de opvolger was van Mithridates II de Grote of juist van Gotarzes I, die als tegenkoning tegen Mithridates regeerde vanuit Babylonië. Dat hij vermoedelijk een zoon was van Mithridates pleit voor het eerste, dat een aantal van zijn munten zijn geslagen in steden die eerder door Gotarzes bestuurd werden, pleit voor het tweede. Vast staat in elk geval dat Orodes bij de zonsverduistering op 11 april 80 v.Chr. regeerde als koning van de Parthen, aangezien hij in verband met deze zonsverduistering wordt genoemd op een inscriptie in Babylonië.
Uit gevonden munten blijkt dat er rond 80 v.Chr. nog minstens een andere Parthische koning was, maar die blijkens de troonnaam Arsaces wel tot de dynastie van de Arsaciden (gesticht door Arsaces I) behoorde.
Er zijn nog andersoortige munten gevonden, die meestal aan nog een tweede onbekende troonpretendent uit deze periode worden toegeschreven, omdat munten erg afwijken van de munten die aan Orodes I worden toegeschreven. Vanwege de inscriptie ΘΕΟΠΑΤΩΡΟΣ (theopatóros 'wiens vader een god is') is wel voorgesteld dat ook deze munten aan Orodes I moeten worden toegeschreven, of dat de troonpretendent in kwestie een andere zoon van Mithridates II de Grote is.